# Zaphne nigerrima
Zaphne nigerrima är en tvåvingeart som först beskrevs av Malloch 1920.  Zaphne nigerrima ingår i släktet Zaphne och familjen blomsterflugor. Inga underarter finns listade i Catalogue of Life.